# Koichi Sugihara
Koichi Sugihara   (Nagoya, 1953 - Barcelona, 26 de març de 2024) va ser un artista japonès establert a Barcelona la darrera meitat de la seva vida. Era pintor, gravador, actor i tenia talent pel jazz.
Les seves pintures però especialment els seus gravats van agafar relleu al Japó i va participar en biennals d'art en diversos llocs del món. Va exposar en destacats museus internacionals i va guanyar diversos premis, tot i que sovint no els anava a recollir. Combinava les tècniques pictòriques del gravat i l'oli amb el collage amb fotos, textos i segells.
El 1985 va guanyar el premi Mini Print Internacional de Cadaqués i el 1986 va sortir per primera vegada del Japó per anar-lo a recollir. Va quedar enamorat del clima i el mar i va decidir establir-se a Barcelona el 1987. Els primers anys es va guanyar la vida venent discos de vinil que havia portat del Japó i venent gravats i pintures. Els darrers anys de la seva vida va participar com actor en anuncis, algunes sèries i pel·lícules.
Va morir el 26 de març de 2024 a l'Hospital del Mar de Barcelona, a causa d'un càncer. Va morir sense haver fet testament i sense familiars coneguts, i l'Associació Koichi Sgihara va demanar a la Generalitat de Catalunya que intercedís per conservar el seu llegat.